# Souransan Tomoto
Souransan Tomoto is een gemeente (commune) in de regio Kayes in Mali. De gemeente telt 8500 inwoners (2009).
De gemeente bestaat uit de volgende plaatsen:
- Kassan
- Kofoulabè
- Mambiri
- Souransan Dalala
- Souransan Tomoto